# Río Guadalentín (vattendrag), Murcia, Spanien
Río Guadalentín är ett vattendrag i Spanien. Det ligger i den sydöstra delen av landet, 400 km sydost om huvudstaden Madrid.